# دوربانتاوانک
دوربانتاوانک (ارمنی: եկեղեցի؛ انگلیسی: Dorbantavank) یک صومعه متعلق به کلیسای حواری ارمنی واقع در شهر سوردلوف، استان لوری ارمنستان می‌باشد. ساخت و ساز این ساختمان در سده ۶ام میلادی؛ به پایان رسید. این بنا به سبک معماری ارمنی طراحی شده است.